# Petahunan (Gadingrejo)
Petahunan is een bestuurslaag in het regentschap Pasuruan van de provincie Oost-Java, Indonesië. Petahunan telt 5194 inwoners (volkstelling 2010).